# Sãotométrast
Sãotométrast (Turdus olivaceofuscus) är en fågel i familjen trastar inom ordningen tättingar.

## Utseende och läte
Sãotométrasten är en stor och brun trast med gulspetsad mörk näbb och fjällig undersida. Ungfågeln är beigefläckad på ovansidan. Sången består av en melodisk och fyllig blandning av visslingar som stiger och faller.

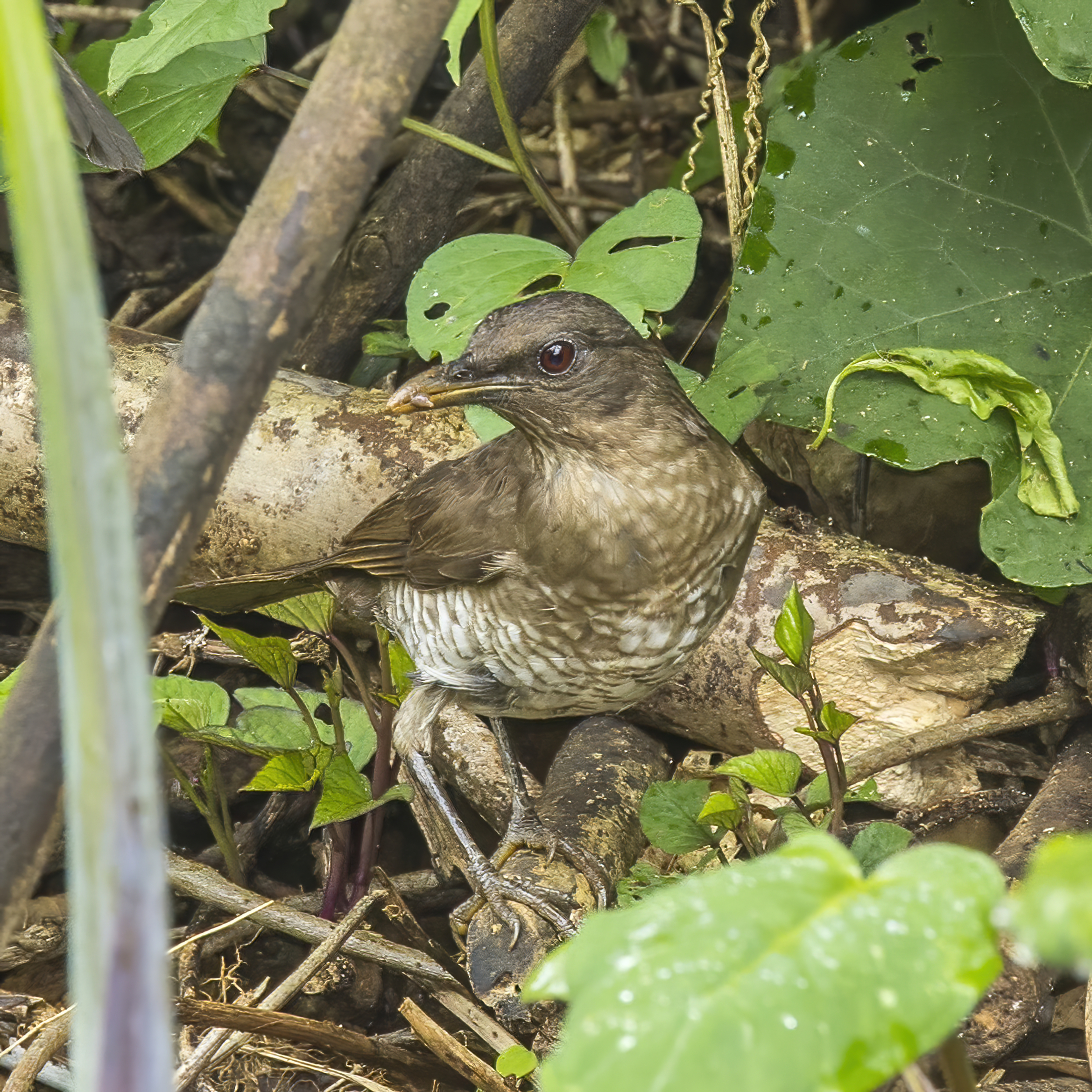

## Utbredning och systematik
Fågeln förekommer enbart på ön São Tomé i Guineabukten. Den behandlas som monotypisk, det vill säga att den inte delas in i några underarter.

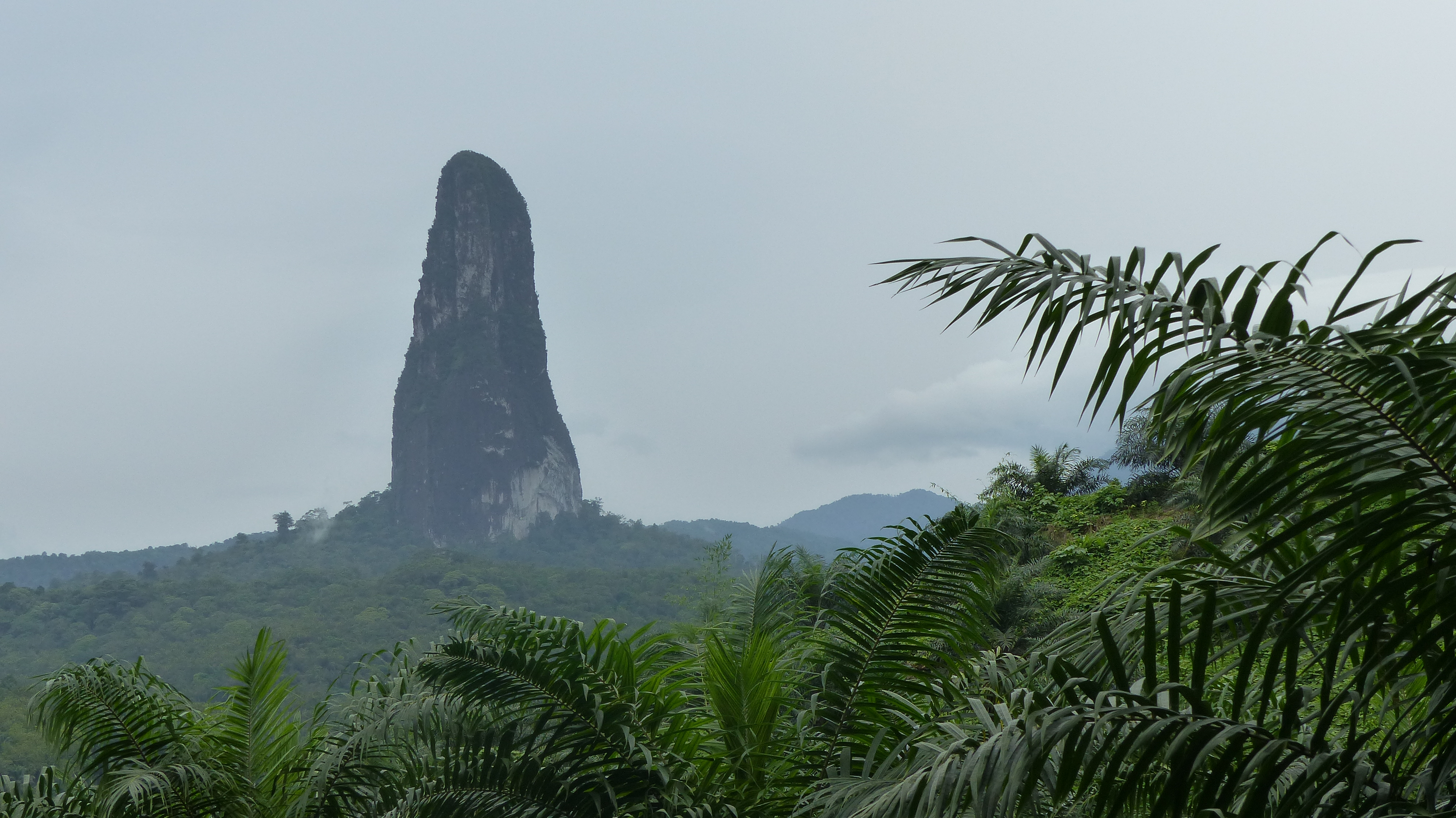
Fågeln förekommer endast på ön São Tomé i Guineabukten.

## Levnadssätt
Sãotométrasten hittas i stort sett i alla miljöer där det finns träd. Sången hörs mestadels i gryning och skymning.

## Status
Sãotométrasten har ett litet utbredningsområde och tros minska i antal. Den är dock fortfarande en vanlig fågel, med ett bestånd som uppskattas till mellan 20 000 och 50 000 vuxna individer. IUCN kategoriserar arten som livskraftig.